# Castilleja grisea
Castilleja grisea là loài thực vật có hoa thuộc họ Cỏ chổi. Loài này được Dunkle mô tả khoa học đầu tiên năm 1943.